# Pieris rapae
La blanquita de la col o mariposa de la naba (Pieris rapae) es una especie de insecto lepidóptero de la familia Pieridae. Debe su nombre común a la atracción que las orugas de esta especie sienten por la col.
Mide de 30 a 50 mm de envergadura. La larva alcanza 35 mm de longitud. Es muy parecida a Pieris brassicae  o blanca de la col, aunque de menor tamaño. También se diferencia de estas porque carece de una banda negra cerca de la punta del borde de las alas anteriores.

## Distribución y hábitat
Está muy extendida en toda Europa, norte de África y Asia. También ha sido introducida accidentalmente en América del Norte, Australia y Nueva Zelanda, donde se ha convertido en plaga en coles cultivadas y otros cultivos.
Su hábitat es muy diverso, aunque prefiere espacios abiertos. Se la encuentra preferentemente casi en cualquier lugar donde haya crucíferas, y en menor medida caparidáceas, tropeoláceas, resedáceas y quenopodiáceas.

### Selección de planta hospedera
Todas las plantas hospederas conocidas tienen sustancias químicas llamadas glucosinolatos, que son la señal que la hembra necesita para la puesta de huevos.
Plantas hospederas:
- Brassicaceae: Arabis glabra, Armoracia lapthifolia, Armoracia aquatica, Barbarea vulgaris, Barbarea orthoceras, Barbarea verna, Brassica oleracea, Brassica rapa, Brassica caulorapa, Brassica napus, Brassica juncea, Brassica hirta, Brassica nigra, Brassica tula, Cardaria draba, Capsella bursa-pastoris (la hembra deposita huevos pero las larvas no crecen), Dentaria diphylla, Descurainia Sophia, Eruca sativa, Erysimum perenne, Lobularia maritima, Lunaria annua (retarda el desarrollo larval), Matthiola incana, Nasturtium officinale, Raphanus sativus, Raphanus raphanistrum, Rorippa curvisiliqua, Rorippa islandica, Sisymbrium irio, Sisymbrium altissimum, Sisymbrium officinale (y var. leicocarpum), Streptanthus tortuosus, Thlaspi arvense (retarda el desarrollo larval o lo impide)
- Capparidaceae: Cleome serrulata, Capparis sandwichiana
- Tropaeolaceae: Tropaeolum majus
- Resedaceae: Reseda odorata.[5]

### Como especie invasora
Es considerada una plaga en los lugares en donde es una especie invasora que hace daño a los cultivos de coles y plantas relacionadas. En Norteamérica las avispillas parasitoides del género Cotesia, C. rubecula y C. glomerata, han sido introducidas desde Asia como controles biológicos para combatir a P. rapae.

### Galería de imágenes

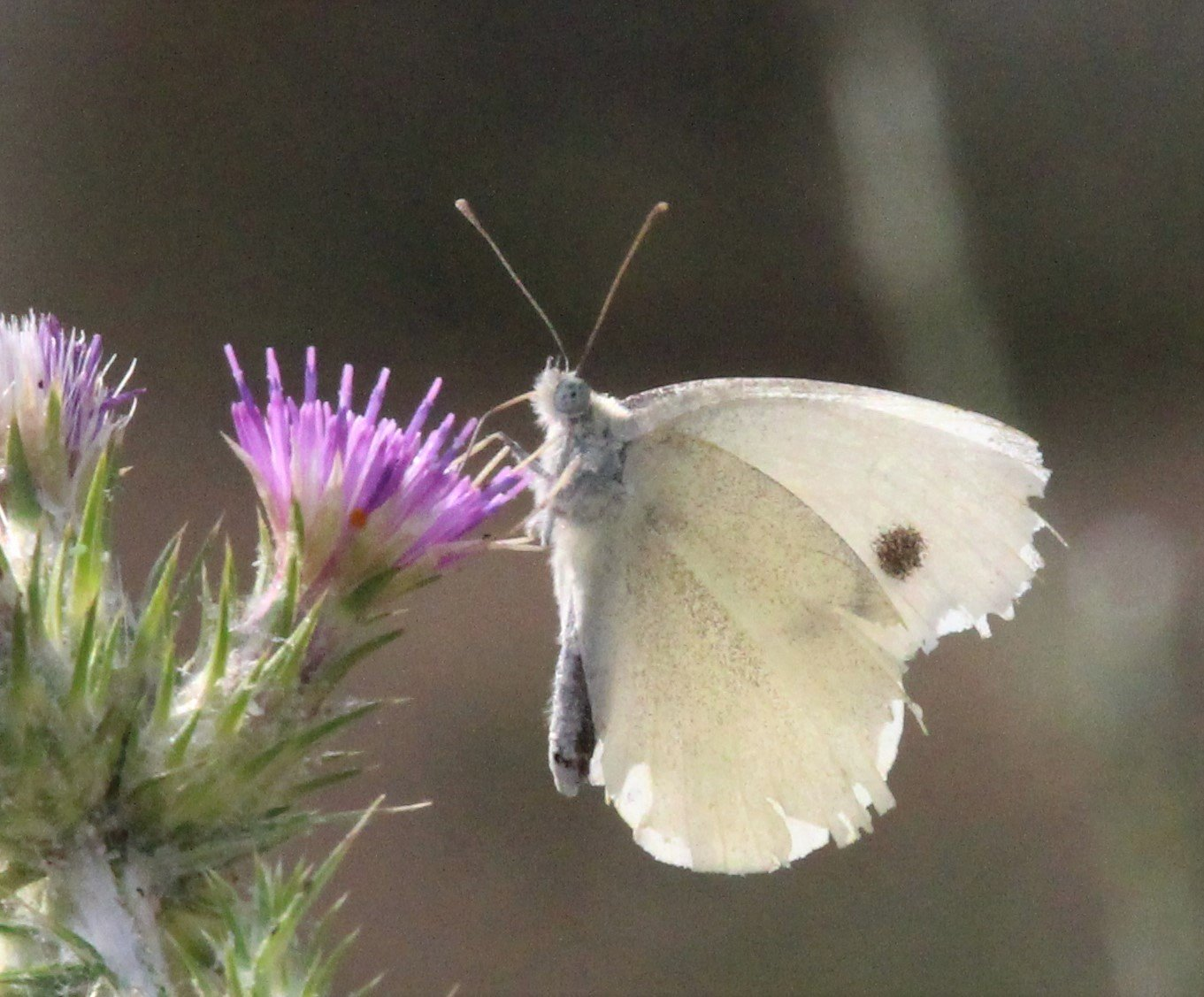
Blanquita de la col (Pieris rapae)